# Geschaidt

Lage des gemeindefreien Gebiets Geschaidt im Landkreis Erlangen-Höchstadt

Geschaidt ist eine Gemarkung und ein gemeindefreies Gebiet im mittelfränkischen Landkreis Erlangen-Höchstadt. Die gleichnamige Gemarkung hat eine Fläche von 8,474 km². Sie ist in 71 Flurstücke aufgeteilt, die eine durchschnittliche Fläche von 119350,47 m² haben.
Der 8,48 km² große Staatsforst ist der östlich und südlich von Heroldsberg gelegene Teil des Sebalder Reichswaldes. Er ist der Gemarkungsteil 1 der Gemarkung Geschaidt. Im Nordwesten grenzt er an Kalchreuth und trennt damit die Gemeinde Heroldsberg in zwei Teile. Nördlich grenzen die Heroldsberger Gemeindeteile Kleingeschaidt und Großgeschaidt an, im Osten Lauf an der Pegnitz und der Günthersbühler Forst. Der Kamm des 392 Meter hohen Haidberges ist die südliche Grenze zum Erlenstegener Forst. Südwestlich grenzen der Kraftshofer Forst und der Kalchreuther Forst an. Der Reigelsberg ist mit 410 Metern die höchste Erhebung in dem Gebiet.
Im Südwesten quert die aus Nürnberg kommende Gräfenbergbahn das Gebiet von West nach Ost und verläuft dann in einem weiten Bogen nach Norden in Richtung Heroldsberg. Die B 2 verläuft ebenfalls durch den Südwesten.
Der Gemarkungsteil 0 liegt auf dem Gebiet der Gemeinde Heroldsberg.

## Schutzgebiete
Bedeutend ist der Naturwald Feuchtwälder im Nürnberger Reichswald, der eine Teilfläche in Geschaidt hat und das größte Waldschutzgebiet in Mittelfranken ist.